# Derek Parlane
Derek Parlane est un footballeur international écossais, né le 5 mai 1953, à Helensburgh, Argyll and Bute. Évoluant au poste d'avant-centre, il est particulièrement connu pour ses saisons aux Rangers. Il fait partie du Rangers FC Hall of Fame.
Il compte 12 sélections pour 1 but inscrit en équipe d'Écosse.

## Biographie

### Carrière en club
Natif d'Helensburgh, Argyll and Bute, il s'engagea en 1970 avec les Rangers, où il restera 10 saisons, y remportant une Coupe d'Europe des vainqueurs de Coupes, trois titres de champion d'Écosse, trois Coupes d'Écosse et deux Coupes de la Ligue écossaise.
Il participa en tout à 317 matches officiels avec les Rangers, inscrivant un total de 120 buts (dont 202 matches et 80 buts en championnat). Il fut intronisé au Rangers F.C. Hall of Fame en 2010. 
Il s'engagea ensuite pour le club anglais de Leeds United en mars 1980, mais n'y connut pas la même réussite, au point de finir son temps à Leeds United sous la forme d'un prêt de 6 mois pour le club hong-kongais de Bulova SA (en). Il retourna en Angleterre en signant le 14 juillet 1983 pour Manchester City alors en deuxième division. Il y forma, avec son compatriote Jim Tolmie (en), une paire d'attaque redoutable.
Mais dès la saison suivante, Billy McNeill, l'entraîneur de City, recruta deux nouveaux attaquants pour se renforcer, David Phillips et Tony Cunningham (en), ce qui fit que Derek Parlane joua moins régulièrement. De plus, une blessure survenue en septembre 1984 lui gâcha le début de saison, et il fut finalement transféré pour Swansea City en janvier 1985.
À la fin de la saison, il partit pour le championnat néo-zélandais jouant pendant les mois d'été pour North Shore United avant de s'engager pour la saison suivant pour le club belge du Racing Jet Bruxelles.
Il retourna ensuite en Angleterre et en Écosse, jouant pour Rochdale et Airdrieonians (ses deux derniers clubs professionnels) et finissant sa carrière dans des clubs non-league, Macclesfield Town et Curzon Ashton F.C. (en).

### Carrière internationale
Derek Parlane reçoit 12 sélections en faveur de l'équipe d'Écosse. Il joue son premier match le 12 mai 1973, pour une défaite 0-2, au Racecourse Ground de Wrexham, contre le Pays de Galles en British Home Championship. Il reçoit sa dernière sélection le 28 mai 1977, pour un match nul 0-0, toujours au Racecourse Ground de Wrexham, contre le Pays de Galles en British Home Championship. Il inscrit 1 but lors de ses 12 sélections.
Il participe avec l'Écosse aux éliminatoires de l'Euro 1976 et aux British Home Championship de 1973, 1975 et 1977.

#### Buts internationaux
| no | Date        | Lieu                  | Adversaire      | Évolution | Score final | Compétition               |
| -- | ----------- | --------------------- | --------------- | --------- | ----------- | ------------------------- |
| 1  | 20 mai 1975 | Hampden Park, Glasgow | Irlande du Nord | 3-0       | 3-0         | British Home Championship |

## Palmarès

### Comme joueur
- Rangers :
  - Vainqueur de la Coupe d'Europe des vainqueurs de coupe en 1972
  - Champion d'Écosse en 1974-75, 1975-76 et 1977-78
  - Vainqueur de la Coupe d'Écosse en 1973 et 1979
  - Vainqueur de la Coupe de la Ligue écossaise en 1976, 1978 et 1979
  - Vainqueur de la Glasgow Cup en 1975 et 1976
  - Vainqueur de la Drybrough Cup en 1979

- Bulova SA (en) :
  - Vainqueur de la Coupe de Hong Kong en 1983
  - Vainqueur de la Viceroy Cup (en) en 1983

- Airdrieonians :
  - Vainqueur de la Lanarkshire Cup (en) en 1988